# Кармазин-Каковський Всеволод
Все́волод Кармази́н-Како́вський (* 16 вересня 1898, Полтава — †1979, Ясси)  — архітектор, мистецтвознавець і графік, випускник Одеського художнього інституту. Викладач мистецтва в Одесі, Яссах в Румунії, Римі, автор численних праць про українське мистецтво. Досліджував пам'ятки народної архітектури Поділля, Київщини та Чернігівщини.

## Біографія
У 30-х роках Кармазин-Каковський виконував архітектурні проекти для Нікітського (поблизу Ялти) та Київського (університетського) ботанічного садів, читав курс пейзажної архітектури в Харківському художньому інституті, потім у Харківському інституті інженерів комунального будівництва. 1944 р. вчений емігрував до Румунії, де займався проектуванням курортних зон румунського Чорноморського узбережжя, ботанічного саду Ясського університету (найбільшого і найкращого у Румунії).
1978 року В.Кармазин-Каковський жив і працював в Італії, потім у Франції, Німеччині. Він читав лекції з історії українського мистецтва в Українському католицькому університеті ім. св. Климента Папи (УКУ) та Українській богословській семінарії в Римі, Українському вільному університеті в Мюнхені, співпрацював з іншими українськими дослідницькими інституціями на Заході — Науковим товариством ім. Шевченка, Могилянсько-Мазепинською Академією наук. Українським технічно-господарським інститутом.
Першою окремо виданою його працею з історії української архітектури стала книжка «Українська народна архітектура», що побачила світ 1972 року у видавництві УКУ. Використавши давніші матеріали з України та доповнивши їх матеріалами з українських поселень Румунії, автор розглянув у ній архітектурні пам'ятки в поєднанні з оточенням, на тлі краєвиду, відзначаючи гармонію з довкіллям, гру світла і тіні в окремих частинах будівлі тощо. Це була спроба по-новому подивитися на українську народну архітектуру.
Наступна велика праця В. Кармазина-Какочського на українську тематику — монографія «Мистецтво лемківської церкви», видана 1975 року так само, як і попередня, в Римі. В основу її покладено багатющий матеріал, зібраний у Польщі ентузіастами й знавцями народного мистецтва за участю студентів, а також архів УКУ. Систематизувавши й проаналізувавши його, дослідник дав мистецьку оцінку не тільки церквам Лемківщини, а власне, всієї території колишньої Перемиської єпархії, що опинилася після другої світової війни в складі Польщі, тобто і Західної Бойківщини, і Перемищини та Ярославщини, і Любачівщини.
Останньою з опублікованих значних праць ученого була монографія «Архітектура бойківської церкви», що вийшла як видання Наукового товариства ім. Шевченка в Нью-Йорку у 1987 році. Опис і аналізу високомистецьких зразків бойківського народного будівництва в ній ілюстровано циклом схематичних рисунків пам'яток, що відображають розвиток їх від простіших до' ускладненіших форм. На жаль, цю працю видано не в повному обсязі — до друку не пішли розділи про муровану архітектуру. Лишилася ненадрукованою й ґрунтовна праця вченого, присвячена мистецтву української книги за тисячу років (передана була для видання до США).
Всеволод Кармазин-Каковський, який за значенням його творчого доробку належить до чільних українських мистецтвознавців, помер у Мюнхені ЗО червня 1988 року.